# 小川修司
小川 修司（おがわ しゅうじ、1958年 - ）は、山梨県出身のアウトドアアドバイザー。

## プロフィール
21歳の時に大学を休学しオートバイで3年の世界一周ツーリングへと出かける。
帰国後、冒険家である風間深志が経営する「株式会社風魔プラスワン」へ入社し企画部長として活躍。
1987年、「アウトドアとバイク」をテーマにした「アウトドアスペース風魔」を新宿にオープンさせる。1991年、「アウトドアスペース風魔」を、風魔プラスワンから買い取り、会社に勤めながら運営する。
アウトドア全般（カヌー・カヤック、トレッキング、スキー、スノーボード、釣り、キャンプ）、バイク、旅行、料理などなどに精通しており、アウトドア雑誌、オートバイ雑誌、などの雑誌にコラムを掲載するエッセイストでもある。

## 主な来歴
- 1992年 - パリ～モスクワ～北京国際ラリーに出場
- 1998年 - アラビア半島UAEデザートチャレンジ出場
- 1998年 - テレビ東京「TVチャンピオン・無人島王選手権」優勝

## 主な著書
- 「ツーリング大全」（太田出版）